# 4 (tal)
 Denne artikel omhandler Tallet fire (4). Opslagsordet har også en anden betydning, se FIRE-bevægelsen.
4 (Fire) er:
- Det naturlige tal efter 3, derefter følger 5
- Et heltal
- Et lige tal
- Et kvadrattal (2*2)
- Et sammensat tal – (specielt det mindste sammensat tal)

Det danske ord "fire" deler etymologi med de andre indoeuropæiske sprogs ord for det samme og lader ikke til at have nogen bagvedliggende betydning.

## I matematik
- Kvaterniongruppen Q8 består af 4 matricer, hvor hver matrix består af 4 elementer.
- På et to-dimensionelt koordinatsystem findes der 4 kvadranter.
- I gruppeteorien har følgende grupper orden 4:
  - C4 , den cykliske gruppe der også betegnes Z4
  - V , Klein's Vierer-gruppen
- 4 (fire) udgør sammen med 2 (to) og 3 (tre) de eneste tre tal, hvis navn har lige så mange bogstaver som tallets værdi.[1]

## Kemi
- Grundstoffet beryllium har atomnummer 4.

## Astronomi
- Månerne om en given planet, ud over Jordens egen måne, er traditionelt blevet tildelt romertal: På den måde har Jupitermånen Callisto, Saturnmånen Dione, Uranus-månen Oberon og Neptun-månen Thalassa alle fået romertallet IV.

## Andet
- 4 elementer
- 4 evangelister
- 4 i en kvartet
- 4 kardinaldyder
- 4 livsaldre
- 4 verdenshjørner
- 4 ærkeengle
- 4 år i en olympiade
- 4 år mellem hvert skudår – undtagen ved hele århundreder, der ikke kan deles med 400
- højst 4 år mellem to ordinære Folketingsvalg i Danmark
- 4 år mellem to ordinære kommunalvalg
- 4 årstider
- Springeren i skak flyttes ved at placerer den i felttet som ligger ”to felter frem og et til siden”, hvor dette træk danner et L figur, som indeholder 4 felter i alt.
- Verdensmesterskabet (VM) i fodbold spilles hvert 4. år.
- Europmesterskabet (EM) i fodbold spilles hvert 4. år.
- På et vejkryds er der typisk 4 veje der løber sammen.
- IS-4 er en kendt sovjetisk kampvogn.
- En af de gennemgående, tematiske Lost-tal (4 8 15 16 23 42).
- I stelnumre er 4 VIN-kode for modelår 2004.